# 聯隊長 (納粹德國空軍)
联队长（德語：Geschwaderkommodore）是第二次世界大戰時期納粹德國空軍的一个职衔，不過這並非军衔。联队长指挥的单位被称作聯隊，一支联队下辖数个大队，每支大队由一名大队长指挥。